# Seefeel
Seefeel — британская электронная и построк-группа, образованная в начале 1990-х годов Марком Клиффордом (гитара, программирование), Дареном Сеймуром (бас-гитара), Джастином Флетчером (ударные, программирование) и Сарой Пикок (вокал, гитара). Их творчество стало известно благодаря слиянию гитарного шугейза с продакшн-техниками эмбиент-техно и электроники.
Изначально сформированная как более традиционная рок-группа, Seefeel вскоре занялась электронным продюсированием и получила признание благодаря своему дебютному EP More Like Space (1993) и первому альбому Quique (1993), оба на британском инди-лейбле Too Pure. Впоследствии группа выпускала музыку на электронных лейблах Warp Records и Rephlex, а затем в 1997 году взяла длительный перерыв, а участники занялись сайд-проектами Scala и Disjecta.
После переиздания Quique в 2007 году Клиффорд и Пикок перезапустили Seefeel и к ним присоединились Сигеру Исихара (DJ Scotch Egg) на басу и бывший барабанщик Boredoms Иида Казухиса (E-Da). В 2010 году они выпустили Faults EP (первую новую запись за 14 лет), за которым вскоре последовал одноименный LP в 2011 году, оба на Warp Records.

## Характеристики
Стиль
Звучание группы можно охарактеризовать как построк, электроника, IDM, дрим-поп, техно, эмбиент, шугейз.

## Дискография
Смотри статью «Дискография Seefeel» в англ. разделе.
- Quique (1993)
- Succour (1995)
- (CH-VOX) (1996)
- Seefeel (2011)
- Everything Squared (2024)
- Squared Roots (2024)